# Елафеболії
Елафеболії (дав.-гр. Έλαφηβόλια, трансліт. Elaphebólia) — давньогрецьке свято, яке проводилося в Афінах та Фокіді протягом місяця Елафеболіон (березень/квітень, присвячений Елафеболосу (вбивці оленів) Артеміди. У містечку Гіамполіс у Фокіді мешканці його запровадили б на честь перемоги проти фессалійців.
Про свято не відомо багато подробиць, за винятком того, що спочатку в жертву приносили оленів. Однак пізніше звичай перейшов у жертвоприношення солодощів у формі оленя, які виготовляли із борошна, меду та кунжуту. Плутарх заявляє, що це був найбільший фестиваль міста Ямполіс у Фокіді, який відзначався на згадку про велику перемогу жителів міста проти Фессалії та був присвячений Артеміді, святиня якої знаходилась у місті.
Сучасні послідовники релігії еллінізму відзначають Елафеболію як свято. Він припадає на 6-й день місяця Елафеболіон. У 2020 році він випаде на 1 березня.